# WTA de Tianjin
O WTA de Tianjin – ou Tianjin Open, na última edição – foi um torneio de tênis profissional feminino, de categoria WTA International.
Realizado em Tianjin, no nordeste da China, estreou em 2014 e durou seis edições. Em 2023, quando a WTA voltou a programar torneios na China, após o período de emergência da pandemia de COVID-19, o evento não apareceu no calendário. Os jogos eram disputados em quadras duras durante o mês de outubro.

## Finais

### Simples
| Ano                                                                | Campeã              | Vice-campeã       | Resultado |
| ------------------------------------------------------------------ | ------------------- | ----------------- | --------- |
| Torneio não realizado em 2022                                      |                     |                   |           |
| Torneio não realizado em 2021 e 2020 devido à pandemia de COVID-19 |                     |                   |           |
| 2019                                                               | Rebecca Peterson    | Heather Watson    | 6–4, 6–4  |
| 2018                                                               | Caroline Garcia     | Karolína Plíšková | 7–67, 6–3 |
| 2017                                                               | Maria Sharapova     | Aryna Sabalenka   | 7–5, 7–68 |
| 2016                                                               | Peng Shuai          | Belinda Bencic    | 7–63, 6–2 |
| 2015                                                               | Agnieszka Radwańska | Danka Kovinić     | 6–1, 6–2  |
| 2014                                                               | Alison Riske        | Belinda Bencic    | 6–3, 6–4  |

### Duplas
| Ano                                                                | Campeãs                               | Vice-campeãs                     | Resultado         |
| ------------------------------------------------------------------ | ------------------------------------- | -------------------------------- | ----------------- |
| Torneio não realizado em 2022                                      |                                       |                                  |                   |
| Torneio não realizado em 2021 e 2020 devido à pandemia de COVID-19 |                                       |                                  |                   |
| 2019                                                               | Shuko Aoyama Ena Shibahara            | Nao Hibino Miyu Kato             | 6–3, 7–5          |
| 2018                                                               | Nicole Melichar Květa Peschke         | Monique Adamczak Jessica Moore   | 6–4, 6–2          |
| 2017                                                               | Irina-Camelia Begu Sara Errani        | Dalila Jakupović Nina Stojanović | 6–4, 6–3          |
| 2016                                                               | Christina McHale Peng Shuai           | Magda Linette Xu Yifan           | 7–68, 6–0         |
| 2015                                                               | Xu Yifan Zheng Saisai                 | Darija Jurak Nicole Melichar     | 6–2, 3–6, [10–8]  |
| 2014                                                               | Alla Kudryavtseva Anastasia Rodionova | Sorana Cîrstea Andreja Klepač    | 66–7, 6–2, [10–8] |